# Travis (Comicserie)
Travis ist eine seit 1997 erscheinende frankobelgische Comicserie von Fred Duval und Christophe Quet. Die Serie ist dem Genre Science-Fiction zuzuordnen.

## Allgemein
- Szenario: Fred Duval
- Zeichnung: Christophe Quet (alle Bände, außer Band 6.2), Ludwig Alizon (Band 6.2)
- Farben: Stéphane Rosa, Pierre Schelle, Ludwig Alizon (Band 6.2)
- Seitenzahl: 46

Die Serie Travis spielt im gleichen Universum wie Carmen Mc Callum (Szenario von Fred Duval, Zeichnungen von Gess (Band 1–8) und Emem (ab Band 9), in Deutschland im Verlag Bunte Dimensionen erschienen). Auch hier ist künstliche Intelligenz allgegenwärtig, ebenso wie Nanotechnologie, Biotechnologie und mächtige multinationale Konzerne. Einige Figuren, wie Dario Fulci, seine Assistentin Sandy Strummer, UNO-Agent Mr. Young, der Hacker Paquito Mannoni, die Reporterin Elena Dinova und die KI Dommy treten in beiden Serien in Erscheinung.
Zudem gibt es die Serie Carmen + Travis.

## Inhalt

### Kurzfassung

#### Band 1–5 (Handlungszeitraum: September 2052 – Januar 2053)
Die Raumstation Huracan, die sich im Besitz des multinationalen Konzerns Baxter & Martin befindet und zur Regulierung des Wetters mittels Laserstrahlen eingesetzt wird, wird von einer Terrororganisation um Vlad Nyrki und Pacman zerstört. Steve Travis gerät unfreiwillig zwischen die Fronten, aber es gelingt ihm, einige Mitarbeiter der Raumstation, unter anderem Anna Carlsen, zu retten. Kurze Zeit später wird eine Ariane-7-Rakete unmittelbar nach dem Start im Raumfahrtzentrum Guayana abgefangen und umgeleitet. Die Rakete transportiert im Auftrag von Transgenic eine gentechnisch veränderte Pflanze, in deren Besitz die Terroristen gelangen wollen. Travis, der Nyrki auf den Fersen ist, um seine Unschuld zu beweisen und sein zerstörtes Raumschiff ersetzt zu bekommen, wird auch in diesen Konflikt hineingezogen. Bei einem Kampf gelingt es ihm, Nyrki festzunehmen, der daraufhin in ein Gefängnis verlegt und untersucht wird. Dabei stellt sich heraus, dass Nyrki eine Vielzahl an Nanomaschinen und Mikrochips implantiert wurden, die seine physische Leistungsfähigkeit enorm steigern. Nyrki nimmt Dario Fulci, den General Manager von Transgenic als Geisel und zwingt Travis, den beiden zur Flucht zu verhelfen. Es zeigt sich, dass die vermeintliche Terrororganisation von einer künstlichen Intelligenz (KI) geleitet wird, die die beiden Konzerne Baxter & Martin und Transgenic in einen offenen Konflikt treiben möchte.
Auf der internationalen Raumstation Nobel treffen sich Abgesandte der beiden Großkonzerne, um unter Vermittlung der UNO eine friedliche Lösung auszuhandeln. Pacman, der mittlerweile die Seiten gewechselt hat, soll zur Identität des mysteriösen Anführers der Terroristen aussagen. Bevor es hierzu kommen kann, wird das Raummodul, in dem die Verhandlungen stattfinden, von einem Raumfrachter entführt. Pacman tritt in einen Dialog mit der KI, die das Raummodul gekapert hat und offenbart, dass diese eine kollektive Intelligenz der Hirnfunktionen von sieben Wissenschaftlern und Geschäftsleuten, den „Cybernetikern“ ist, die sich Jahre zuvor in einen todesähnlichen Schlaf bei Tiefsttemperaturen versetzen ließen. Travis und Nyrki starten eine Rettungsmission, um die Kontrolle über das Raummodul zurückzuerlangen. Dies gelingt schließlich, da die Cybernetiker sich nicht über das weitere Vorgehen einig sind und somit zu teils widersprüchlichen Handlungen der KI führen. Anschließend wird Travis von den Cybernetikern angeheuert, um ihre ebenfalls eingefrorenen Familienmitglieder zu retten, bevor die Unterwasser-Basis der Cybernetiker auf Santorin von den Geheimdiensten zerstört werden kann. Travis kann die Kryo-Kapseln der Frauen und Kinder mit Hilfe eines U-Boots in Sicherheit bringen, wohingegen die Cybernetiker aufgetaut werden, um sie festnehmen zu können. Schließlich zeigt sich, dass Travis Mitglied einer europäischen Geheimorganisation ist, die versucht, Großkonzerne für ihre Verbrechen zur Verantwortung zu ziehen.

#### Band 6–7 (Handlungszeitraum: Mai 2053 – Juni 2053)
Der Weltraumveteran Terry Flint, ein guter Freund von Steve Travis, verabschiedet sich in den Ruhestand. Travis begleitet ihn bei der Rückkehr zur Erde und möchte den Kontakt zu Flint’s Vater, der in der Eichenhain-Siedlung im Umland von Paris lebt, wiederherstellen. Die Siedlung steht einer Erweiterung des Weltraumhafens Ile-de-France im Weg und soll daher in Kürze abgerissen werden, wogegen einige Aktivisten und Hausbesitzer protestieren. Der Abriss soll im Auftrag des Baukonzers Vitruvia durch eine gigantische Maschine mit dem Namen Tarantula erfolgen.
Zur gleichen Zeit haben sich Nyrki und Pacman in Istanbul niedergelassen und bieten IT-Dienstleistungen an. Sie werden von Anna Carlsen, die mittlerweile für dieselbe Geheimorganisation wie Travis arbeitet, kontaktiert und um Hilfe bei Ermittlungen gegen Vitruvia gebeten. Während des Gesprächs geraten Nyrki, Carlsen und Pacman unter Beschuss und es zeigt sich, dass der neue Anführer von Vitruvia Istanbul der Söldner Harry Haussen, ein ehemaliger Weggefährte Nyrkis, ist. Haussen führt einen Rachefeldzug gegen Travis und es gelingt ihm, Pacman und Carlsen als Geiseln zu nehmen. Haussen tötet Carlsen und droht Nyrki damit, auch Pacman zu töten, sofern Nyrki nicht einen Politiker, der für den Wiederaufbau Istanbuls zuständig ist, ermordet. Dieser befindet sich als Gast von Vitruvia bei einer Veranstaltung in unmittelbarer Nähe der Eichenhain-Siedlung.
In der Eichenhain-Siedlung spitzt sich die Lage zu, als der Abriss der Häuser beginnt. Ein erstes Attentat von Haussen auf Travis scheitert, allerdings gelingt es ihm mit Hilfe von Pacman, die Steuerung der Tarantula zu übernehmen. Bevor diese einen zu großen Schaden anrichten kann, greifen Kampfflugzeuge des französischen Militärs ein. Travis und Nyrki haben den Kampf unbeschadet überstanden. Haussen, der augenscheinlich im Auftrag von Baxter & Martin gearbeitet hat, kann mit seiner Geisel Pacman entkommen.

#### Band 8–10 (Handlungszeitraum: November 2053)
Harry Haussen führt im Auftrag der KI Dommy, die der menschlichen Kontrolle entglitten ist und unabhängig handelt, einen Anschlag auf die Wasserversorgungssysteme des Monds durch. Travis erhält den Auftrag, mit seinem Raumschiff an einer Trinkwasser-Versorgungsbrücke für die Mondkolonien teilzunehmen. Er wird von Vlad Nyrki begleitet, der auf der Suche nach Miss Thundercat ist, einer weiteren ehemaligen Söldnerin der Cybernetiker. Auf der Raumstation Nobel treffen sie auf Ashley Harker, eine Versicherungsagentin, die seit Jahren gegen die KI Dommy ermittelt.
Thundercat wird aus einem Weltraumgefängnis zurück auf die Erde verlegt, als das Raumschiff von Harry Haussens Kämpfern angegriffen wird. Nyrki und Travis gelingt es jedoch, Thundercat aus dem Raumschiff zu befreien und vor Haussen zu verstecken. Mit Thundercats Hilfe kann die in Frankreich gelegene Operationsbasis von Haussen ausfindig gemacht werden. Dort angekommen können die drei jedoch nur noch Harker vorfinden, die zwischenzeitlich von Haussen entführt worden war. Dommy offenbart, dass sie die weltweiten Wasservorräte unter ihre Kontrolle bringen möchte und als Nächstes einen Anschlag auf die Wasserversorgung von New York City plant.
Während das Team um Nyrki und Travis nach New York reist, findet stattdessen zunächst ein Anschlag auf die Wasserversorgung von Jerusalem statt (siehe auch Carmen Mc Callum – Band 12). Dem Team gelingt es, Haussen zu lokalisieren und Pacman zu befreien, jedoch kann Haussen zunächst entkommen. Während der Verfolgungsjagd durch New York bekommt das Team es mit zahlreichen Gegnern zu tun, da Dommy Roboter und Drohnen auf die Verfolger hetzt. Kurz bevor Haussen ein lokales Wasserreservoir vergiften kann, wird er von Nyrki und Thundercat getötet. Damit wird Dommys Plan in New York vereitelt. Während Nyrki und Harker sich in Dänemark zur Ruhe setzen wollen, plant Pacman in Zukunft die Verfolgung von kriminellen KIs aufzunehmen.

### Hauptfiguren
- Steve Travis: Raumfahrtpilot
- Peggy: Künstliche Intelligenz, im Besitz von Travis
- Vlad Nyrki: Söldner, war an der Entwicklung des Lasersystems der Raumstation Huracan beteiligt, abhängig von Nanomaschinen
- Harry Haussen: Söldner, ebenfalls abhängig von Nanomaschinen
- Paquito Mannoni, genannt Pacman: Hacker, ebenfalls abhängig von Nanomaschinen
- Sir Baxter & Lord Martin: Vorsitzende des Konzerns Baxter & Martin
- Dario Fulci: Vorsitzender des Konzerns Transgenic
- Catherine Thunder, genannt Thundercat: Söldnerin, ehemalige Leistungssportlerin
- Terry Flint, genannt Onkel Terry: Freund und Ersatzvater von Travis

## Veröffentlichungen
Im französischsprachigen Original erscheinen die Alben seit 1997 im Verlag Delcourt. Seit 2006 erscheint die Serie auf Deutsch im Verlag Bunte Dimensionen, bislang sind 16 Bände erschienen.
| Band-Nr. | Zyklus                                   | deutscher Titel                     | Originaltitel                      | ISBN (der dt. Ausgabe) |
| -------- | ---------------------------------------- | ----------------------------------- | ---------------------------------- | ---------------------- |
| 1        | Die Cybernetiker (Les Cyberneurs)        | Huracan (2006)                      | Huracan (1997)                     | ISBN 978-3-938698-51-8 |
| 2        | Die Cybernetiker (Les Cyberneurs)        | Operation Minotaurus (2007)         | Opération Minotaure (1998)         | ISBN 978-3-938698-52-5 |
| 3        | Die Cybernetiker (Les Cyberneurs)        | Die Ikarus-Regression (2007)        | Agent du chaos (2000)              | ISBN 978-3-938698-53-2 |
| 4        | Die Cybernetiker (Les Cyberneurs)        | Das Oslo-Protokoll (2007)           | Protocole Oslo (2001)              | ISBN 978-3-938698-54-9 |
| 5        | Die Cybernetiker (Les Cyberneurs)        | Cybernation (2008)                  | Cybernation (2002)                 | ISBN 978-3-938698-55-6 |
| 6.1      | Vitruvia (Vitruvia)                      | Die Eichenhain-Siedlung (2009)      | Le Hameau des Chênes (2004)        | ISBN 978-3-938698-08-2 |
| 6.2      | Vitruvia (Vitruvia)                      | Topkapi (2010)                      | Topkapi (2004)                     | ISBN 978-3-938698-25-9 |
| 7        | Vitruvia (Vitruvia)                      | Tarantula (2011)                    | Tarentule (2005)                   | ISBN 978-3-938698-45-7 |
| 8        | Zyklus 3 (H2O)                           | Blaues Gold (2011)                  | L’Or bleu (2007)                   | ISBN 978-3-938698-57-0 |
| 9        | Zyklus 3 (H2O)                           | Dommy (2012)                        | Dommy (2009)                       | ISBN 978-3-938698-70-9 |
| 10       | Zyklus 3 (H2O)                           | New York, New York (2013)           | New York Delaware (2011)           | ISBN 978-3-938698-90-7 |
| 11       | Zyklus 4 (Les Enfants de Marcos)         | Die Kinder von Marcos (2018)        | Les Enfants de Marcos (2016)       | ISBN 978-3-944446-70-7 |
| 12       | Zyklus 4 (Les Enfants de Marcos)         | Killer aus Metall (2019)            | Les Tueurs de fer (2017)           | ISBN 978-3-944446-79-0 |
| 13       | Zyklus 4 (Les Enfants de Marcos)         | Quetzalcoatl (2021)                 | Serpent à Plumes (2018)            | ISBN 978-3-944446-96-7 |
| 14       | Zyklus 5 (Mission Europe et Révolte ÊGM) | Europa (2022)                       | Europe (2019)                      | ISBN 978-3-949144-11-0 |
| 15       | Zyklus 5 (Mission Europe et Révolte ÊGM) | Die Frau, die zu viel wusste (2022) | La Femme qui en savait trop (2020) | ISBN 978-3-949144-22-6 |
| 16       | Zyklus 5 (Mission Europe et Révolte ÊGM) | Operation Gorgone (2023)            | Opération Gorgone (2022)           | ISBN 978-3-949144-29-5 |